# Morpheos Rupes
Morpheos Rupes és una formació geològica de tipus rupes a la superfície de Mart, localitzada amb el sistema de coordenades planetocèntriques a -35.54 latitud N i 129.06 ° longitud E, que fa 404.15 km de diàmetre. El nom va ser aprovat per la UAI l'any 1982 i fa referència a una característica d'albedo.